# Rode eekhoorn van Neder-Californië
De rode eekhoorn van neder-californië (Tamiasciurus douglasii mearnsi)  is een zoogdier uit de familie van de eekhoorns (Sciuridae). De wetenschappelijke naam van de soort werd voor het eerst geldig gepubliceerd door Charles Haskins Townsend in 1897.

## Voorkomen
De soort komt voor in Mexico.